# Шилинг
Шилинг (енгл. shilling, сканд. skilling; симбол: s, sh) је име некадашње новчанице бројних земаља, енглеског порекла.
Шилинг је и данас национална валута у бившим британским протекторатима (колонијама):
- Кенији (кенијски шилинг; симбол: ),
- Танзанији (танзанијски шилинг; симбол: ),
- Сомалији (сомалски шилинг) и
- Уганди (угандски шилинг).

Једно време шилинг је био валута неких скандинавских земаља (Норвешка, Шведска, Данска), као и Аустралије и Новог Зеланда по узору на Британију. 
Шилинг је се ковао и по бројним немачким кнежевинама:
- Хамбургу,
- Либеку,
- Шлезвиг-Холштајну,
- Мекленбургу,
- Бранденбургу,
- Виртембергу и
- Баварској,

као и по Швајцарској, Пољској и Литванији.
Најдуже се задржао у употреби у Аустрији (аустријски шилинг), све до преласка на евро.

## Историја
За раних англосаксонских времена, шилинг је био само обрачунска јединица, чија се вредност усталила на 12 пенија; то значи да је једна фунта вредела је 20 шилинга.
Шилинг се као кованица појавио почетком 16. века, пред крај владавине Хенрија VII Тјудора, тачније 1502. Он је био једна од првих енглеских кованица на 
којој се појавио реалистичан портет енглеског владара, па су га због тога од средине века почели називати — тестон (енгл. testoon, фр. un teston), по италијанском узору (итал. testone), јер се прва нововека кованица тог типа исковала у Милану 1474. године.
Због своје практичне величине и вредности (ковао се од сребра и злата), шилинг је био веома популаран, па су га Британци одмила звали — боб (енгл. bob) и хог (енгл. hog). Шилинг је био у оптицају све до 1968. године, када је Британија прешла на децимални систем; тада је наставио живот као кованица у вредности од 5 пенија. Коначно је повучен из оптицаја 1990. године.

## Етимологија
За најранијих времена шилинг је носио име scilling или scylling. Порекло вероватно вуче од теутонске речи skil — „делити”. У то
време је био само обрачунска јединица, а не и прави новац.